# Prinses Amaliabrug (Hardenberg)
De Prinses Amaliabrug is een brug voor fietsers en voetgangers in de Overijsselse plaats Hardenberg. Deze brug overspant de Overijsselse Vecht.
De brug werd geopend in augustus 2007 en verbindt de woonwijk Marslanden met het centrum van Hardenberg. De brug is uitgevoerd als tuibrug.